# The Beach Boys in Concert
The Beach Boys in Concert — третий концертный альбом американской рок-группы The Beach Boys, вышедший в 1973 году (в США это был второй концертный альбом коллектива, так как Live in London 1970 года к тому времени был издан только в Европе). Альбом вышел в комплекте двух пластинок и занял 25-е место в американском хит-параде.

## Обзор
Для альбома были отобраны записи, сделанные во время гастролей по Америке 1972—1973 годов. К тому времени Брюс Джонстон выбыл из состава коллектива, Деннис Уилсон переключился с ударных на клавишные и стал одним из ведущих вокалистов. Вместо них в группе играли Рики Фатаар (барабаны) и Блонди Чаплин (бас-гитара), которые также записывались в студийных альбомах The Beach Boys того времени. Этот альбом стал их последней записью с The Beach Boys. Первоначально альбом планировалось выпустить одной пластинкой, но затем было решено включить большее количество записей, и The Beach Boys in Concert вышел на двух пластинках.
К началу 1970-х годов The Beach Boys стали одной из самых гастролируемых групп Америки; доходы с концертов намного превышали прибыль от выпуска студийной продукции, которая в большинстве своём перестала пользоваться популярностью с конца 1960-х годов. The Beach Boys in Concert подтвердил эту ситуацию, заняв 25-е место в американском хит-параде; последний альбом группы, который достиг более высокой позиции, был Wild Honey 1967 года (24-е место).

## Список композиций
| №  | Название                  | Автор(ы)                                                                | Длительность |
| -- | ------------------------- | ----------------------------------------------------------------------- | ------------ |
| 1. | «Sail On, Sailor»         | Брайан Уилсон / Тандин Алмер / Рэй Кеннеди / Джек Рили / Ван Дайк Паркс | 3:20         |
| 2. | «Sloop John B»            | Народная, аранжировка Б. Уилсона                                        | 2:50         |
| 3. | «The Trader»              | Карл Уилсон / Дж. Рили                                                  | 4:40         |
| 4. | «You Still Believe in Me» | Б. Уилсон / Тони Эшер                                                   | 2:35         |
| 5. | «California Girls»        | Б. Уилсон / Майк Лав                                                    | 2:30         |
| 6. | «Darlin’»                 | Б. Уилсон / М. Лав                                                      | 2:22         |

| №  | Название              | Автор(ы)                                         | Длительность |
| -- | --------------------- | ------------------------------------------------ | ------------ |
| 1. | «Marcella»            | Б. Уилсон / Т. Алмер / Дж. Рили                  | 3:20         |
| 2. | «Caroline, No»        | Б. Уилсон / Т. Эшер                              | 3:00         |
| 3. | «Leaving This Town»   | Рики Фатаар / Блонди Чаплин / К. Уилсон / М. Лав | 6:40         |
| 4. | «Heroes and Villains» | Б. Уилсон / В. Д. Паркс                          | 3:30         |

| №  | Название              | Автор(ы)                      | Длительность |
| -- | --------------------- | ----------------------------- | ------------ |
| 1. | «Funky Pretty»        | Б. Уилсон / М. Лав / Дж. Рили | 4:05         |
| 2. | «Let the Wind Blow»   | Б. Уилсон / М. Лав            | 3:00         |
| 3. | «Help Me, Rhonda»     | Б. Уилсон / М. Лав            | 3:55         |
| 4. | «Surfer Girl»         | Б. Уилсон                     | 2:25         |
| 5. | «Wouldn’t It Be Nice» | Б. Уилсон / Т. Эшер / М. Лав  | 3:00         |

| №  | Название           | Автор(ы)                       | Длительность |
| -- | ------------------ | ------------------------------ | ------------ |
| 1. | «We Got Love»      | Р. Фатаар / Б. Чаплин / М. Лав | 6:32         |
| 2. | «Don’t Worry Baby» | Б. Уилсон / Роджер Кристиан    | 2:30         |
| 3. | «Surfin’ U.S.A.»   | Чак Берри / Б. Уилсон          | 2:40         |
| 4. | «Good Vibrations»  | Б. Уилсон / М. Лав             | 3:07         |
| 5. | «Fun, Fun, Fun»    | Б. Уилсон / М. Лав             | 4:00         |

В 2000 году альбом был переиздан на одном компакт-диске.

## Участники записи
- Майк Лав — вокал, тамбурин, терменвокс
- Карл Уилсон — вокал, электрофортепиано, синтезатор
- Карл Уилсон — соло-гитара, электрофортепиано, вокал
- Алан Джардин — ритм-гитара, вокал
- Блонди Чаплин — бас-гитара, соло-гитара, вокал
- Рики Фатаар — барабаны, ритм-гитара, педал-стил, флейта, вокал
- Эд Картер — бас-гитара, соло-гитара
- Билли Хинше — фортепиано, электрофортепиано, гитара
- Роберт Кеньята — перкуссия
- Майк Ковальский — барабаны, перкуссия
- Карли Муньос — орган, электрофортепиано